# اوریون (آلاباما)
اوریون (به انگلیسی: Orion) یک منطقهٔ مسکونی در ایالات متحده آمریکا است که در آلاباما واقع شده‌است. اوریون ۱۷۰٫۹۹ متر بالاتر از سطح دریا واقع شده‌است.